# Cāmuṇḍā

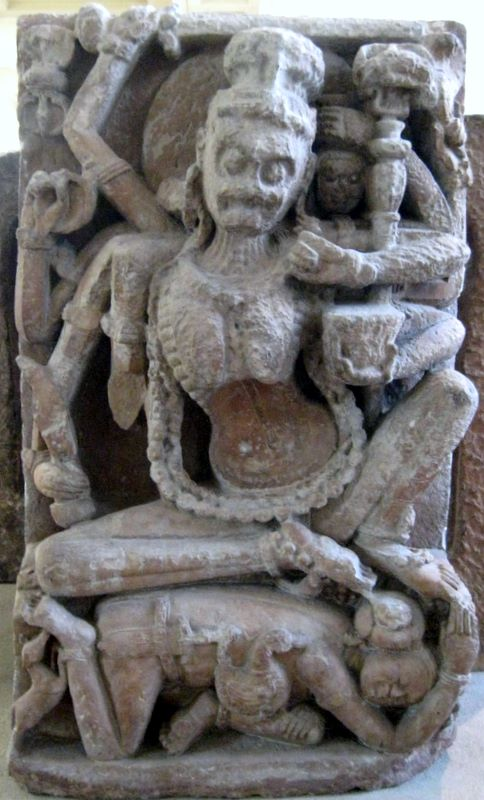
Cāmuṇḍā, British Museum. Odisha, VIII - IX sec. India.

Cāmuṇḍā (in sanscrito चामुण्डा), con grafia inglese Chamunda, è una divinità femminile del pantheon dell'Induismo. Si tratta di una forma terribile della Devī il cui nome è dovuto all'uccisione di due demoni, Chaṇḍa e Muṇḍā.
Il culto è tipico del tantrismo.